# 吉尔度·罗杰里格斯
吉尔度·罗杰里格斯（1939年11月30日—2009年8月17日）是一名巴西足球教练。
罗杰里格斯在1967年至1969年期间于马杜雷拉首次担任球队的健身教练。1974年，他成为了波图格萨的主教练。在他的职业生涯中，主要执教中东的足球俱乐部。2000年1月20日出任广州太阳神主教练，成为该俱乐部历史上首位外籍主教练。同年4月22日由于带队征战5场甲B联赛一场未胜，战绩不佳被俱乐部宣布下课。
罗杰里格斯于2009年8月17日去世，享年69岁。

## 荣誉
塞勒米耶
- 科威特超級足球聯賽：1981
- 科威特酋長盃：1993

森柏奧哥利亞
- 马拉尼昂州联赛冠军（英语：Campeonato Maranhense）：1987